# Ропчицко-Сендзишувский повет
Ропчицко-Сендзишувский повет (пол. Powiat ropczycko-sędziszowski) — повет (район) в Польше, входит как административная единица в Подкарпатское воеводство. Центр повета — город Ропчице. Занимает площадь 548,89 км². Население — 73 672 человека (на 30 июня 2015 года).

## Административное деление
- города: Ропчице, Сендзишув-Малопольски
- городско-сельские гмины: Гмина Ропчице, Гмина Сендзишув-Малопольски
- сельские гмины: Гмина Ивежице, Гмина Острув, Гмина Велёполе-Скшиньске

## Демография
Население повета дано на 30 июня 2015 года.
| Перепись            | Всего  | Мужчины | Женщины |
| ------------------- | ------ | ------- | ------- |
| Всего               | 73 672 | 36 368  | 37 304  |
| Городское население | 23 233 | 11 339  | 11 894  |
| Сельское население  | 50 439 | 25 029  | 25 410  |